# Gratien Le Père

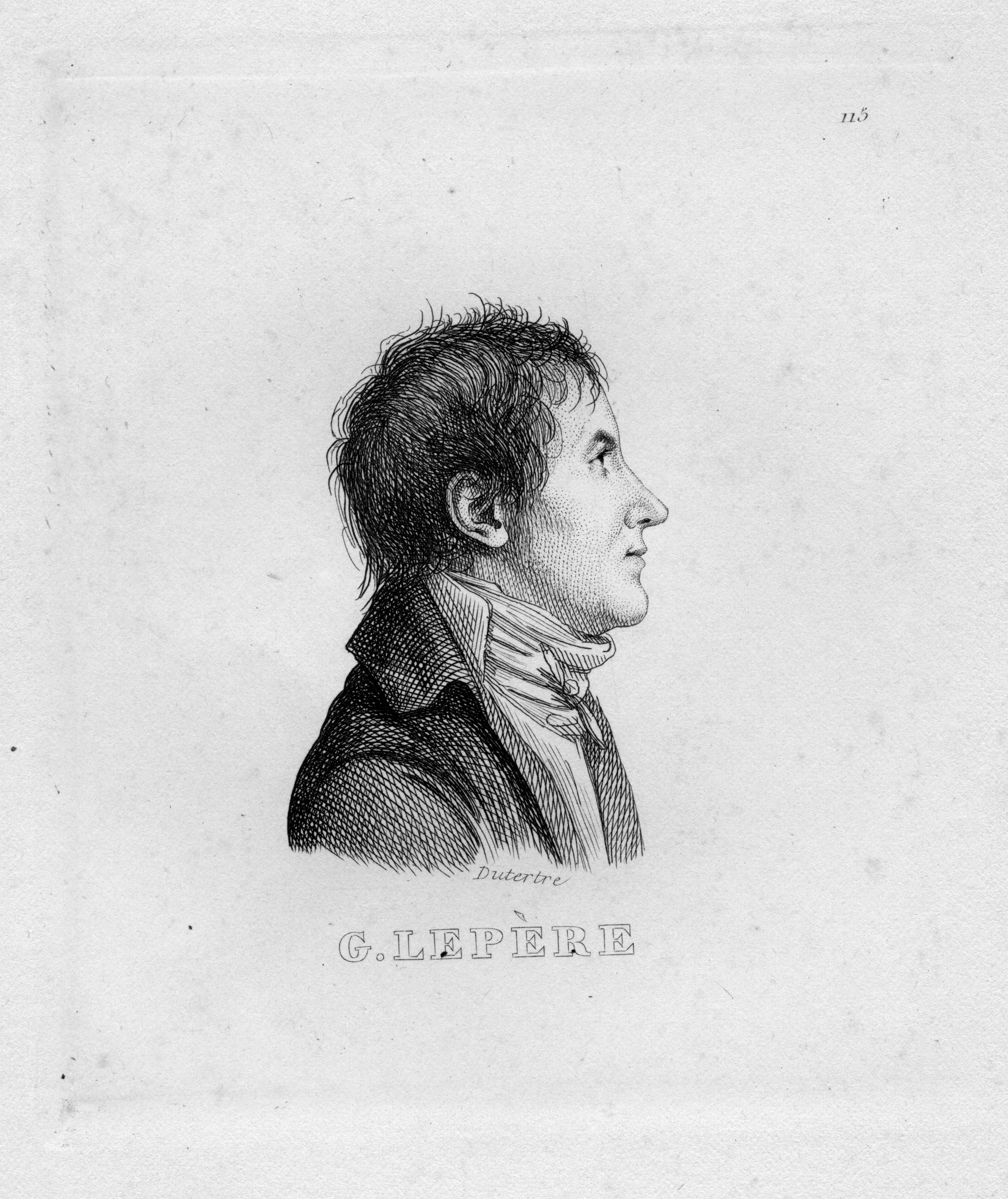
Gratien Le Père

Gratien Le Père (* 2. Juni 1769 in Versailles; † 1. August 1826 in Poitiers) war leitender Ingenieur im damaligen Corps des ingénieurs des ponts et chaussées.
Er war Mitschüler von Napoleon auf der École royale militaire in Brienne-le-Château und nahm 1798/99 mit seinem älteren Bruder Jacques-Marie Le Père und mit insgesamt 157 Mitgliedern der Commission des sciences et des arts an Napoleons Ägyptischer Expedition teil, um Ägypten im Allgemeinen und insbesondere auch die Möglichkeit zu erkunden, das Mittelmeer über das Nildelta und einen Kanal mit dem Roten Meer zu verbinden.
Dabei erstellte er mit seinem Bruder und weiteren Ingenieuren unter schwierigen Bedingungen eine Vermessung und Kartierung des Isthmus von Sues, als dessen Ergebnis ermittelt wurde, dass der Wasserspiegel des Roten Meers ca. 9 m höher als der des Mittelmeers liege – ein Irrtum, der erst 1847 endgültig aufgeklärt wurde.
Die Mitglieder der Commission erstellten die Description de l’Égypte, einen mehrbändigen Bericht über ihre Untersuchungen, in der unter anderem auch die Karten des Nildeltas und das Vermessungsergebnis wiedergegeben sind.
In einer Liste der Ingenieure in diesem Werk wird Gratien Le Père als Ingénieur en chef des ponts et chaussées aufgeführt. Im Titelblatt zu Mémoire sur la ville d’Alexandrie wird er als Ingénieur en chef au Corps Royal des Ponts et Chaussées bezeichnet, während der sein Bruder als Autor des Mémoire sur La Vallée du Nil im Titelblatt bezeichnet wird als: M. Le Père aîné, Inspecteur divisionnaire des Ponts et Chaussées, Membre de l’Institut d’Égypte.
Gratien Le Père (entgegen der üblichen Schreibweise in der Literatur getrennt geschrieben) darf nicht verwechselt werden mit Jean-Baptiste Lepère (zusammengeschrieben), der ebenfalls an der Ägyptischen Expedition teilnahm, aber als Architekt nichts mit der Vermessung und Kartierung zu tun hatte.

## Beiträge zuDescription de l’Égypte
- Mémoire sur la partie occidentale de la Province de Bahyreh, État Moderne I, Vol. 6, S. 7–20; auf descegy.bibalex.org
- Mémoire sur la ville d’Alexandrie, Etat Moderne II (2e Partie), vol. 6, S. 169 ff; auf descegy.bibalex.org
  - dito, 2. Auflage, Band 18, S. 383–496; (Volltext in der Google-Buchsuche)
- Observations sur le profil de nivellement de la vallée du Nil, entre le Meqyas de Roudah et la grande pyramide de Gyzeh, Etat Moderne II (2e Partie), vol. 6, S. 325–332; auf descegy.bibalex.org
- Mémoire sur les lacs maritimes de l’Égypte, 1815, nur in einer Auflage von 100 Stück an die Bibliothèque du Roi und andere Bibliotheken verteilt (vgl. dito, Fußnote auf S. 496).[4]